# إدوين أو. بيرين
إدوين أو. بيرين (بالإنجليزية: Edwin O. Perrin)‏ هو محامي أمريكي، ولد في 3 ديسمبر 1822 في نيويورك في الولايات المتحدة، وتوفي في 19 ديسمبر 1889.